# Championnat du monde junior de hockey sur glace 2000
Navigation
Édition précédente Édition suivante
Le Championnat du monde junior de hockey sur glace 2000 a eu lieu du 28 décembre 1999 au 4 janvier 2000 à Umea et Skelleftea en Suède.

## Poule A

### Groupe A
|            | PJ | V | D | N | BP | BC | PTS |
| ---------- | -- | - | - | - | -- | -- | --- |
| Tchéquie   | 4  | 2 | 0 | 2 | 12 | 7  | 6   |
| Canada     | 4  | 2 | 0 | 2 | 9  | 5  | 6   |
| États-Unis | 4  | 1 | 1 | 2 | 5  | 6  | 4   |
| Finlande   | 4  | 1 | 2 | 1 | 8  | 9  | 3   |
| Slovaquie  | 4  | 0 | 3 | 1 | 4  | 11 | 1   |

### Groupe B
|            | PJ | V | D | N | BP | BC | PTS |
| ---------- | -- | - | - | - | -- | -- | --- |
| Russie     | 4  | 4 | 0 | 0 | 30 | 4  | 8   |
| Suède      | 4  | 3 | 1 | 0 | 27 | 8  | 6   |
| Suisse     | 4  | 2 | 2 | 0 | 13 | 16 | 4   |
| Kazakhstan | 4  | 1 | 3 | 0 | 7  | 34 | 2   |
| Ukraine    | 4  | 0 | 4 | 0 | 6  | 21 | 0   |

### Relégation
2 janvier
- Ukraine 3-1 Slovaquie

4 janvier
- Slovaquie 5-1 Ukraine
- Slovaquie 1-0 Ukraine (Match d'appui de 10 minutes remporté 2-0 en tirs de fusillade)

L'Ukraine est reléguée en division I pour le championnat du monde junior de hockey sur glace 2001.

### Ronde éliminatoire

#### Quarts-de-finale
1er janvier
- Canada 8-3 Suisse
- États-Unis 5-1 Suède
- République tchèque 6-3 Kazakhstan
- Russie 4-1 Finlande

#### Demi-finales
3 janvier
- République tchèque 4-1 États-Unis
- Russie 3-2 Canada

#### Matchs de classement
3 janvier
- Suisse 5-2 Finlande
- Suède 12-2 Kazakhstan

4 janvier
- 7e place : Finlande 9-1 Kazakhstan
- 5e place : Suède 5-2 Suisse

#### Médaille de bronze
4 janvier
- Canada 4-3 États-Unis (TF)

#### Médaille d'or
4 janvier
- République tchèque 1-0 Russie (TF)

#### Classement final
| Place              | Équipe     |
| ------------------ | ---------- |
| Médaille d'or      | Tchéquie   |
| Médaille d'argent  | Russie     |
| Médaille de bronze | Canada     |
| 4                  | États-Unis |
| 5                  | Suède      |
| 6                  | Suisse     |
| 7                  | Finlande   |
| 8                  | Kazakhstan |
| 9                  | Slovaquie  |
| 10                 | Ukraine    |

### Meilleurs pointeurs
| Nom                   | PJ | B | A | PTS | PUN |
| --------------------- | -- | - | - | --- | --- |
| Henrik Sedin          | 7  | 4 | 9 | 13  | 6   |
| Milan Kraft           | 7  | 5 | 7 | 12  | 0   |
| Daniel Sedin          | 7  | 6 | 4 | 10  | 0   |
| Brandon Reid          | 7  | 4 | 5 | 9   | 4   |
| Ievgueni Mouratov     | 7  | 6 | 2 | 8   | 4   |
| Alekseï Terechtchenko | 7  | 3 | 5 | 8   | 2   |
| Erik Lewerström       | 7  | 3 | 5 | 8   | 14  |
| Aleksandr Riazantsev  | 7  | 2 | 6 | 8   | 2   |
| David Nystrom         | 7  | 2 | 6 | 8   | 2   |
| Oleg Smirnov          | 7  | 2 | 6 | 8   | 2   |

### Meilleurs gardiens de but
| Nom            | MIN | BC | MOY  | BL | %ARR   |
| -------------- | --- | -- | ---- | -- | ------ |
| Ilia Bryzgalov | 234 | 3  | 0,77 | 1  | 97,1 % |
| Alekseï Volkov | 185 | 4  | 1,30 | 0  | 95,1 % |
| Zdenek Smid    | 420 | 11 | 1,57 | 1  | 94,0 % |
| Rick DiPietro  | 299 | 9  | 1,81 | 1  | 93,5 % |
| Maxime Ouellet | 360 | 11 | 1,83 | 0  | 93,9 % |

## Poule B
La poule B fut jouée du 13 au 19 décembre à Minsk (Biélorussie).

### Groupe A
|             | PJ | G | P | N | BP | BC | PTS |
| ----------- | -- | - | - | - | -- | -- | --- |
| Biélorussie | 3  | 2 | 0 | 1 | 7  | 3  | 5   |
| Allemagne   | 3  | 2 | 1 | 0 | 9  | 6  | 4   |
| Italie      | 3  | 1 | 1 | 1 | 4  | 5  | 3   |
| Lettonie    | 3  | 0 | 3 | 0 | 2  | 8  | 0   |

### Groupe B
|          | PJ | G | P | N | BP | BC | PTS |
| -------- | -- | - | - | - | -- | -- | --- |
| France   | 3  | 2 | 0 | 1 | 11 | 8  | 5   |
| Norvège  | 3  | 2 | 1 | 0 | 14 | 8  | 4   |
| Pologne  | 3  | 1 | 1 | 1 | 13 | 12 | 3   |
| Danemark | 3  | 0 | 3 | 0 | 10 | 20 | 0   |

### Accession
|             | PJ | G | P | N | BP | BC | PTS |
| ----------- | -- | - | - | - | -- | -- | --- |
| Biélorussie | 3  | 3 | 0 | 0 | 17 | 9  | 6   |
| Allemagne   | 3  | 2 | 1 | 0 | 8  | 5  | 4   |
| France      | 3  | 1 | 2 | 0 | 8  | 15 | 2   |
| Norvège     | 3  | 0 | 3 | 0 | 6  | 10 | 0   |

### Relégation
|          | PJ | G | P | N | BP | BC | PTS |
| -------- | -- | - | - | - | -- | -- | --- |
| Pologne  | 3  | 2 | 0 | 1 | 13 | 7  | 5   |
| Italie   | 3  | 1 | 1 | 1 | 4  | 6  | 3   |
| Lettonie | 3  | 1 | 2 | 0 | 7  | 8  | 2   |
| Danemark | 3  | 1 | 2 | 0 | 11 | 14 | 2   |

La Biélorussie est promue en Élite, le Danemark est relégué en division II.

## Poule C
La poule C fut jouée du 30 décembre 1999 au 3 janvier 2000 à Nagano (Japon).

### Groupe A
|                | PJ | G | P | N | BP | BC | PTS |
| -------------- | -- | - | - | - | -- | -- | --- |
| Autriche       | 3  | 3 | 0 | 0 | 31 | 5  | 6   |
| Hongrie        | 3  | 2 | 1 | 0 | 14 | 18 | 4   |
| Estonie        | 3  | 0 | 2 | 1 | 10 | 19 | 1   |
| RF Yougoslavie | 3  | 0 | 2 | 1 | 7  | 20 | 1   |

### Groupe B
|             | PJ | G | P | N | BP | BC | PTS |
| ----------- | -- | - | - | - | -- | -- | --- |
| Slovénie    | 3  | 2 | 0 | 1 | 12 | 7  | 5   |
| Royaume-Uni | 3  | 1 | 0 | 2 | 9  | 7  | 4   |
| Japon       | 3  | 1 | 1 | 1 | 11 | 9  | 3   |
| Lituanie    | 3  | 0 | 3 | 0 | 6  | 15 | 0   |

### Matchs de classement
- Autriche 6-2 Slovénie
- Royaume-Uni 7-2 Hongrie
- Japon 9-1 Estonie
- Lituanie 5-1 Yougoslavie

L'Autriche est promue en division I, la Yougoslavie est reléguée en division III.

## Poule D
La poule D fut jouée du 9 au 15 janvier 2000 à Mexico (Mexique).

### Groupe A
|                | PJ | G | P | N | BP | BC | PTS |
| -------------- | -- | - | - | - | -- | -- | --- |
| Croatie        | 2  | 2 | 0 | 0 | 35 | 2  | 4   |
| Afrique du Sud | 2  | 1 | 1 | 0 | 13 | 14 | 2   |
| Bulgarie       | 2  | 0 | 2 | 0 | 2  | 34 | 0   |

### Groupe B
|          | PJ | G | P | N | BP | BC | PTS |
| -------- | -- | - | - | - | -- | -- | --- |
| Pays-Bas | 2  | 2 | 0 | 0 | 24 | 1  | 4   |
| Mexique  | 2  | 1 | 1 | 0 | 8  | 13 | 2   |
| Islande  | 2  | 0 | 2 | 0 | 4  | 22 | 0   |

### Groupe C
|           | PJ | G | P | N | BP | BC | PTS |
| --------- | -- | - | - | - | -- | -- | --- |
| Roumanie  | 2  | 2 | 0 | 0 | 24 | 5  | 4   |
| Espagne   | 2  | 1 | 1 | 0 | 8  | 9  | 2   |
| Australie | 2  | 0 | 2 | 0 | 5  | 23 | 0   |

### Groupe D
Groupe de classement de 1 à 3
|          | PJ | G | P | N | BP | BC | PTS |
| -------- | -- | - | - | - | -- | -- | --- |
| Croatie  | 2  | 2 | 0 | 0 | 12 | 8  | 4   |
| Roumanie | 2  | 1 | 1 | 0 | 9  | 8  | 2   |
| Pays-Bas | 2  | 0 | 2 | 0 | 6  | 11 | 0   |

### Groupe E
Groupe de classement de 4 à 6
|                | PJ | G | P | N | BP | BC | PTS |
| -------------- | -- | - | - | - | -- | -- | --- |
| Espagne        | 2  | 2 | 0 | 0 | 16 | 6  | 4   |
| Mexique        | 2  | 1 | 1 | 0 | 5  | 11 | 2   |
| Afrique du Sud | 2  | 0 | 2 | 0 | 5  | 9  | 0   |

### Groupe F
Groupe de classement de 7 à 9
|           | PJ | G | P | N | BP | BC | PTS |
| --------- | -- | - | - | - | -- | -- | --- |
| Australie | 2  | 2 | 0 | 0 | 16 | 6  | 4   |
| Bulgarie  | 2  | 1 | 1 | 0 | 9  | 9  | 2   |
| Islande   | 2  | 0 | 2 | 0 | 5  | 15 | 0   |

La Croatie est promue en division II.

## Sources
- (en) Cet article est partiellement ou en totalité issu de l’article de Wikipédia en anglais intitulé « 2000 World Junior Ice Hockey Championships » (voir la liste des auteurs).